# 都ホテル 博多
都ホテル 博多（みやこほてる はかた、英: Miyako Hotel Hakata）は、福岡県福岡市博多区にある都ホテルズ&リゾーツのホテルである。近鉄・都ホテルズによって運営されている。
本稿では、2016年3月31日まで営業されていた前身「博多都ホテル」についても述べる。

## 概要

### 旧・博多都ホテル
博多駅筑紫口（新幹線口）からすぐの場所にある、1972年に開業した老舗のホテル。地上14階建てである。「福岡リコー近鉄ビル」内のシティホテルとして当初269室を設置した。ホテル運営は同名の会社によって行われていたが、近鉄ホテルシステムズ（2015年4月に現社名の近鉄・都ホテルズに変更）に統合されている。かつては建物内に近畿日本鉄道九州事務所も設置されていた。
2015年5月に、ホテルの立て替えの検討が発表され、2016年3月31日のチェックアウト（レストランは前日の3月30日）をもって営業を終了した。

### 都ホテル 博多
2017年4月に発表された「近鉄博多ビル」建設計画では、ビルは地上13階建て・地下3階建てとし、地下から地上2階までを商業施設、地上3階から上を「博多都ホテル」（仮称）とすることが明らかになった。ホテルは客室面積30平方メートル以上の約200室を計画し、最上階にはレストランや日帰り入浴可能な屋外温泉スパ・屋内浴場を備えた温泉も設置される。2019年のラグビーワールドカップ2019開催前の開業を目指していた。また、これまで直結していなかった地下鉄博多駅とも地下1階で連絡する。
なお、2018年8月には、新ホテルの名称含めた概要が改めて発表され、新ホテル名は同ホテルチェーンにおける都市型フルサービスホテルを示す「都ホテル」のブランドを冠した「都ホテル 博多」となり、客室は208室。開業日は2019年3月に同年9月22日と発表された。2021年3月25日に近鉄グループホールディングスが発表したブラックストーン・グループへの売却対象ホテル8つのうちの1つに含まれ、10月にブラックストーンが過半を出資する会社が所有者となる見通しである。運営は近鉄グループが継続し、施設名・従業員の雇用は維持される予定である。

## 周辺
- 山陽新幹線・九州新幹線・JR鹿児島本線、博多南線、地下鉄線 博多駅
- ヨドバシカメラ マルチメディア博多
- JR博多シティ
- 博多バスターミナル

## アクセス
- JR九州鹿児島本線・九州新幹線、JR西日本山陽新幹線、福岡市地下鉄空港線博多駅筑紫口
  - 地下鉄の筑紫口東出口から直結
- 西鉄バスほか博多バスターミナル下車、博多駅通路を通り筑紫口徒歩